# Vend

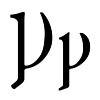
Capital Vend (left), lowercase Vend (right)

Vend (Ꝩ ꝩ), es una letra adicional del alfabeto latino que fue utilizada en la escritura del nórdico antiguo durante el Medioevo. Deriva de wynn (Ƿ ƿ), pero se considera una letra diferente.

## Utilización
En ciertos documentos medievales escritos en nórdico antiguo, la vend se emplea para representar los sonidos w, v o u.